# Gévezé
Gévezé é uma comuna francesa na região administrativa da Bretanha, no departamento Ille-et-Vilaine. Estende-se por uma área de 27,66 km². Em 2010 a comuna tinha 5 517 habitantes (densidade: 199,5 hab./km²).